# Stefano Sposetti
| Odkryte planetoidy: 167 | Odkryte planetoidy: 167 |
| ----------------------- | ----------------------- |
| (12931) Mario           | 7 października 1999     |
| (12932) Conedera        | 10 października 1999    |
| (15077) Edyalge         | 2 lutego 1999           |
| (16110) Paganetti       | 28 listopada 1999       |
| (17190) Retopezzoli     | 28 listopada 1999       |
| (18056) 1999 TV15       | 11 października 1999    |
| (18872) Tammann         | 8 listopada 1999        |
| (18874) Raoulbehrend    | 8 listopada 1999        |
| (19715) Basodino        | 27 października 1999    |
| (20624) Dariozanetti    | 9 października 1999     |
| (21650) Tilgner         | 17 lipca 1999           |
| (22769) Aurelianora     | 19 stycznia 1999        |
| (22898) Falce           | 10 października 1999    |
| (25397) 1999 VY10       | 7 listopada 1999        |
| (26321) 1998 VT5        | 11 listopada 1998       |
| (27249) 1999 WO8        | 28 listopada 1999       |
| (29753) Silvo           | 10 lutego 1999          |
| (31555) Wheeler         | 7 marca 1999            |
| (33433) Maurilia        | 14 marca 1999           |
| (33445) 1999 FB21       | 23 marca 1999           |
| (34125) 2000 QZ         | 23 sierpnia 2000        |
| (34126) 2000 QA1        | 23 sierpnia 2000        |
| (36447) 2000 QB1        | 23 sierpnia 2000        |
| (38679) 2000 QX         | 22 sierpnia 2000        |
| (41204) 1999 WX8        | 28 listopada 1999       |
| (41205) 1999 WZ8        | 28 listopada 1999       |
| (41301) 1999 XP127      | 6 grudnia 1999          |
| (41979) Lelumacri       | 22 grudnia 2000         |
| (43027) 1999 VA23       | 12 listopada 1999       |
| (43028) 1999 VE23       | 12 listopada 1999       |
| (43087) 1999 WW8        | 28 listopada 1999       |
| (45027) Cosquer         | 28 listopada 1999       |
| (45074) 1999 XA38       | 6 grudnia 1999          |
| (45075) 1999 XB38       | 6 grudnia 1999          |
| (45261) Decoen          | 2 stycznia 2000         |
| (45305) Paulscherrer    | 4 stycznia 2000         |
| (47164) Ticino          | 10 października 1999    |
| (47494) Gerhardangl     | 4 stycznia 2000         |
| (47981) 2000 WG183      | 30 listopada 2000       |
| (50033) Perelman        | 3 stycznia 2000         |
| (53252) Sardegna        | 13 marca 1999           |
| (53468) Varros          | 2 stycznia 2000         |
| (54522) Menaechmus      | 23 sierpnia 2000        |
| (56100) Luisapolli      | 24 stycznia 1999        |
| (59239) Alhazen         | 7 lutego 1999           |
| (61195) Martinoli       | 28 lipca 2000           |
| (61384) Arturoromer     | 22 sierpnia 2000        |
| (61386) Namikoshi       | 24 sierpnia 2000        |
| (61401) Schiff          | 25 sierpnia 2000        |
| (61402) Franciseveritt  | 25 sierpnia 2000        |
| (62071) Voegtli         | 8 września 2000         |
| (63129) Courtemanche    | 30 listopada 2000       |
| (66939) Franscini       | 28 listopada 1999       |
| (67085) Oppenheimer     | 4 stycznia 2000         |
| (67235) Fairbank        | 5 marca 2000            |
| (70179) Beppechiara     | 21 sierpnia 1999        |
| (70446) Pugh            | 10 października 1999    |
| (70737) Stenflo         | 8 listopada 1999        |
| (70942) Vandanashiva    | 28 listopada 1999       |
| (72042) Dequeiroz       | 17 grudnia 2000         |
| (72632) Coralina        | 23 marca 2001           |
| (74818) Iten            | 7 października 1999     |
| (75063) Koestler        | 1 listopada 1999        |
| (75569) IRSOL           | 2 stycznia 2000         |
| (80135) Zanzanini       | 7 października 1999     |
| (87644) Cathomen        | 8 września 2000         |
| (87645) 2000 RK77       | 9 września 2000         |
| (88146) Castello        | 30 listopada 2000       |
| (91428) Cortesi         | 20 sierpnia 1999        |
| (91429) Michelebianda   | 30 sierpnia 1999        |
| (91898) Margnetti       | 8 listopada 1999        |
| (92525) Delucchi        | 28 lipca 2000           |
| (92585) Fumagalli       | 7 sierpnia 2000         |
| (92614) Kazutami        | 23 sierpnia 2000        |
| (92615) 2000 QR1        | 23 sierpnia 2000        |
| (92616) 2000 QU1        | 24 sierpnia 2000        |
| (93949) 2000 WZ178      | 30 listopada 2000       |
| (96876) Andreamanna     | 7 października 1999     |
| (97069) Stek            | 12 listopada 1999       |
| (97186) Tore            | 28 listopada 1999       |
| (98873) 2001 BO11       | 20 stycznia 2001        |
| (102223) 1999 TE12      | 10 października 1999    |
| (102224) Raffaellolena  | 10 października 1999    |
| (102617) Allium         | 12 listopada 1999       |
| (102619) Crespino       | 12 listopada 1999       |
| (103289) 2000 AF42      | 2 stycznia 2000         |
| (105251) 2000 QP6       | 24 sierpnia 2000        |
| (107676) 2001 FD10      | 17 marca 2001           |
| (121517) 1999 UO11      | 31 października 1999    |
| (121541) 1999 UZ51      | 31 października 1999    |
| (123499) 2000 WY178     | 30 listopada 2000       |
| (123612) 2000 YL16      | 22 grudnia 2000         |
| (123955) 2001 FC10      | 17 marca 2001           |
| (134793) 2000 EH15      | 5 marca 2000            |
| (137498) 1999 VP8       | 7 listopada 1999        |
| (137636) 1999 WS8       | 28 listopada 1999       |
| (138543) 2000 QR6       | 25 sierpnia 2000        |
| (145988) 2000 BC4       | 26 stycznia 2000        |
| (148448) 2000 YB1       | 17 grudnia 2000         |
| (156474) 2002 CN46      | 11 lutego 2002          |
| (164358) 2005 DB        | 16 lutego 2005          |
| (164360) 2005 EL2       | 1 marca 2005            |
| (164915) 1999 XC38      | 6 grudnia 1999          |
| (167853) 2005 DN        | 26 lutego 2005          |
| (168473) 1999 QU1       | 20 sierpnia 1999        |
| (170974) 2005 CN25      | 4 lutego 2005           |
| (171552) 1999 TD12      | 10 października 1999    |
| (171579) 1999 VD23      | 12 listopada 1999       |
| (172836) 2005 CX37      | 7 lutego 2005           |
| (178116) 2006 TK7       | 10 października 2006    |
| (185748) 1999 NX4       | 15 lipca 1999           |
| (187461) 2005 XM65      | 7 grudnia 2005          |
| (189521) 2000 OB7       | 30 lipca 2000           |
| (190167) 2005 UW158     | 26 października 2005    |
| (191093) 2002 EF        | 3 marca 2002            |
| (196800) 2003 SX200     | 25 września 2003        |
| (199194) Calcatreppola  | 3 stycznia 2006         |
| (200511) 2001 BN11      | 16 stycznia 2001        |
| (207174) 2005 CK67      | 15 lutego 2005          |
| (207175) 2005 CL67      | 15 lutego 2005          |
| (211211) 2002 PR11      | 5 sierpnia 2002         |
| (215868) Rohrer         | 12 marca 2005           |
| (219164) 1999 TA14      | 11 października 1999    |
| (219202) 1999 VZ10      | 7 listopada 1999        |
| (227545) 2005 YZ128     | 25 grudnia 2005         |
| (236194) 2005 WD57      | 20 listopada 2005       |
| (245494) 2005 QX56      | 29 sierpnia 2005        |
| (257692) 1999 WT8       | listopada 28, 1999      |
| (260483) 2005 CO38      | 9 lutego 2005           |
| (261581) 2005 XD8       | 6 grudnia 2005          |
| (261582) 2005 XE8       | 6 grudnia 2005          |
| (262776) 2006 YA12      | 22 grudnia 2006         |
| (262777) 2006 YR12      | 23 grudnia 2006         |
| (262778) 2006 YZ12      | 25 grudnia 2006         |
| (268227) 2005 ED30      | 4 marca 2005            |
| (285405) 1999 UZ3       | 26 października 1999    |
| (290870) 2005 WE57      | 20 listopada 2005       |
| (290873) 2005 WA58      | 11 listopada 2005       |
| (293155) 2006 YX12      | 24 grudnia 2006         |
| (293156) 2006 YK14      | 25 grudnia 2006         |
| (301934) 2000 AE48      | 3 stycznia 2000         |
| (303472) 2005 CM67      | 15 lutego 2005          |
| (308182) 2005 CN38      | 8 lutego 2005           |
| (311523) 2005 XZ77      | 9 grudnia 2005          |
| (312154) 2007 UU6       | 22 października 2007    |
| (313020) 1999 XZ37      | 6 grudnia 1999          |
| (330065) 2005 VQ5       | 10 listopada 2005       |
| (330393) 2006 YJ14      | 24 grudnia 2006         |
| (332326) Aresi          | 27 grudnia 2006         |
| (356274) 2009 YC7       | 16 grudnia 2009         |
| (363033) 1999 QN2       | 30 sierpnia 1999        |
| (370857) 2005 EK2       | 1 marca 2005            |
| (383475) 2007 AU8       | 11 stycznia 2007        |
| (384458) 2010 BM2       | 18 stycznia 2010        |
| (387934) 2005 CV37      | 6 lutego 2005           |
| (400337) 2007 UZ65      | 3 października 2007     |
| (405518) 2005 CJ67      | 15 lutego 2005          |
| (413993) 2007 EC125     | 13 marca 2007           |
| (429240) 2010 AL76      | 14 stycznia 2010        |
| (438098) 2005 CS56      | 9 lutego 2005           |
| (475201) 2005 VR5       | 10 listopada 2005       |
| (481322) 2006 BT        | 19 stycznia 2006        |
| (483891) 2006 AB4       | 6 stycznia 2006         |
| (498269) 2007 VW4       | 3 listopada 2007        |
| (542791) 2013 JL19      | 25 września 2003        |
| (554734) 2012 XP158     | 24 grudnia 2006         |
| (613863) 2007 UV6       | 22 października 2007    |

Stefano Sposetti (ur. 22 grudnia 1958 w Mediolanie) – szwajcarski astronom amator i nauczyciel pochodzenia włoskiego mieszkający w Gnosca w kantonie Ticino.
W latach 1998–2010 odkrył 167 planetoid. Wykonał zdjęcia planetoidy 2004 FH w czasie jej największego zbliżenia do Ziemi w marcu 2004 r. (była bliżej niż Księżyc).
Planetoida (22354) Sposetti została nazwana jego nazwiskiem.